# مارغريتا هرنانديز
مارغريتا هرنانديز (بالإسبانية: Margarita Hernández) هي عداءة المسافات الطويلة مكسيكية، ولدت في 3 ديسمبر 1985 في تولوكا في المكسيك.

## وصلات خارجية
- مارغريتا هرنانديز على موقع الاتحاد الدولي لألعاب القوى (الإنجليزية)
- مارغريتا هرنانديز على موقع اللجنة الأولمبية الدولية (الإنجليزية)
- مارغريتا هرنانديز على موقع أوليمبيديا (الإنجليزية)